# アジア太平洋資料センター
特定非営利活動法人アジア太平洋資料センター（アジアたいへいようしりょうセンター、英語: Pacific Asia Resource Center、略称: PARC）は、日本の市民団体を前身にしたNPO法人。

## 概要
パルクは武藤一羊、北沢洋子、鶴見良行らを中心に1973年に設立。発展途上国とされている国家や地域の住民の利益を擁護しつつ、全世界の市民が平等に生きる社会の実現を目的とすると称している日本のNPOである。「南と北の人びとが対等・平等に生きることのできるオルタナティブな（今のようでない、もうひとつの）社会をつくること」をめざしているという。
パルクのスタッフたちのなかには、調査研究対象となる現地に赴き、多国籍企業の公害問題や環境破壊問題そして地域住民の生活などの課題などに関して調査研究活動や、書籍や定期刊行物などの出版活動などの啓発活動を行い、かつ日本政府や国連機関、IMF、世界銀行などに、意見を述べたり請託提言活動などを行っている者もいるという。パルクは2003年に「100円ショップ調査」を行い、『徹底解剖100円ショップ』という書籍を出版している。

### PARC自由学校
社会教育活動の一環として、PARC自由学校（パルクじゆうがっこう）を開催し、世界経済における国家や地域における社会経済的な格差問題などを考える講座が行われている。パルク自由学校においては、英語、ポルトガル語、アイヌ語、ケチュア語、朝鮮語、中国語、アラビア語などの講座も実施することもある。自由学校はさっぽろ自由学校「遊」など北海道、愛知県、京都府、大阪府、岡山県、福岡県でも開講されている。

### 雑誌『オルタ』
偶数月発行の『オルタ』という雑誌を定期刊行物として発行し（かつては英字誌『AMPO』も発行）、また国際問題などにおける諸問題をわかりやすく理解するための社会教育のためと称して、視聴覚教材としてビデオも製作している。

### 反ヘイトスピーチ講座
有料の反ヘイトスピーチ講座「ほっとけますか？ヘイトスピーチ」を開催。講師に小森陽一、安田浩一、前田朗、師岡康子、加藤梅造、明戸隆浩、辛淑玉を揃えた。

## 目的
内閣府NPOホームページ - NPO法人の詳細情報『特定非営利活動法人 アジア太平洋資料センター』からの転載である。
この法人は、国際的な経済社会問題および人びとの生活についての調査・研究を通じて、北の先進工業国と南の発展途上国の経済格差や途上国の貧困問題、国際紛争や地球環境問題の原因やそれを生み出す構造を解明する。その成果を日本の市民の間に広く伝えると同時に、世界各国の市民との交流や協力を行うことでともに問題を解決し、平和で平等な社会の構築をめざす。

## 政策提言

### 発展途上国に対する債務免除
世界では、8億人が飢餓に苦しみ、年間970万人の5歳未満の子どもが予防可能な病気で死んでいて、安全な水の確保ができないようなことで1日4000人が汚染された水により下痢で死んでいるような悲しむべき現状である。そのようななかで、発展途上国の諸政府は債務を返済することを余儀なくされており、それゆえに、発展途上国の国民の最低限の生活保障にかかわる予算を削らなければならなくなることとなる。そのため、パルクは債権国による債務国に対しての債務免除という政策の実施を提案している。

### 連帯経済
世界経済において、新自由主義的政策およびグローバリゼーションにより、富の集中化と大衆の貧困化がもたられ、環境破壊が増進することとなるという。この現状からの脱却を図るため、「連帯経済」なるものを提起している。
具体的には、政府には上述の諸問題に関する説明責任を要求する。企業側には、企業の社会的責任を履行するよう要求する。
社会的事業、コミュニティー事業、フェアトレード、NPO活動、市民金融、地域通貨、環境保全などの非営利活動を推進するよう提言している。

### 環太平洋連携協定に反対
2010年に日本国政府は環太平洋連携協定への参加に向けた準備を表明している。一方でパルクは、問題視されている農業の問題ばかりでなく、医療・労働の観点を含めた環太平洋連携協定の問題性を指摘し、反対の立場をとっている。

## 運営状況

### 個人会員制
パルクは個人会員制をとっている。「PARCの趣旨にご賛同いただき、その活動に参加または応援をしてくださる人ならどなたでも会員になることができます。」となっている。

## 参加者・活動家
パルクの趣旨や目的に賛同する様々な立場の人々が活動に加わっている。具体的には、大学など高等教育機関の教職員、研究者、弁護士、市民活動家、ジャーナリストなどが、『オルタ』等の出版物・定期刊行物への執筆を行うほか、パルク主催の集会などで講師として講演活動を行っている。また、学部生や大学院生やいわゆる「一般市民」などは、ボランティアやインターンなどという立場でパルクの運営に携わっている。少数の者は有給スタッフとして、パルクの活動に専従している。

### 組織
- 代表理事
  - 内田聖子／大江正章
- 理事
  - 稲場雅紀／小林孝信／白石孝／田中滋／中山智香子／花崎晶／藤井敦史／八木亜紀子
- 監事
  - 西谷秀明／穂坂光彦

（以上は、2019年度の活動報告書に基づく）

### 事務所
東京都千代田区神田淡路町一丁目7番11号 東洋ビル3F

## 刊行本
- フィリピンはもっと近い　1984年10月　第三書館　ISBN-13: 978-4807484089
- 徹底解剖100円ショップ　 - 日常化するグローバリゼーション　2004年3月　コモンズ　ISBN-13: 978-4906640744